# Conus vindobonensis
Conus vindobonensis é uma espécie de gastrópode do gênero Conus, pertencente a família Conidae.